# Schützenberg (Thüringer Wald)
Der Schützenberg ist mit 904 m Höhe der sechsthöchste eigenständige Berg des Thüringer Waldes. Er befindet sich nahe dem Rennsteig, südwestlich der Stadt Oberhof im Landkreis Schmalkalden-Meiningen.

## Das Umland
Trotz seiner Nähe zu Oberhof, seiner Höhe und einer Prominenz von immerhin rund 80 m – in Dominanz und Prominenz übertrifft er z. B. den Schneekopf deutlich – zählt der Schützenberg nicht zu den bekanntesten Bergen des Thüringer Waldes. Dieses ist nicht zuletzt der Tatsache geschuldet, dass der Hauptkamm längs des Rennsteigs vom Schützenberg nordwestwärts kaum in Einzelgipfel aufgelöst ist und an vielen Stellen um 900 m erreicht.
Unmittelbar westlich des Gipfels separiert das Kerbsohlental des Schwarza- bzw. Schönau-Oberlaufes Haselbach, der sogenannte Kanzlersgrund,  einen zweiten, südlicheren, ebenfalls vom Schützenberg abzweigenden Kamm, dessen Gipfel ähnliche Höhen erreichen und dabei durch deutlich tiefere Trennscharten (Schartenhöhen von bis zu 140 m) deutlich eigenständiger wirken als die Rennsteiggipfel. Einige davon sind, nicht zuletzt der besseren Aussicht nach Südwesten wegen, bekannte Ausflugsziele.
Folgende Gipfel sind erwähnenswert:
(vorangestellt je abschnittsweise die Entfernung vom Schützenberg nebst Richtung und Höhe der jeweiligen Scharte über NN)
- Hauptkamm (nördlich des Kanzlersgrundes)
  - + 2,6 km NW  ↓ 837,2 m → Greifenberg (901 m)
  - + 1,4 km WSW  ↓ ca. 867 m → Brand (900,9 m)
    - 0,6 km SW ↓ 891,9 m → Finsterbachkopf (898,3 m)
    - 1,8 km NW  ↓ 872 m → Donnershauk (893 m)

  - + 6,2 km WNW  ↓ 815,4 m → Schmalkalder Loibe (886 m)
- Nebenkamm (südlich des Grundes)
  - + 2,8 km WSW[4],  ↓ ca. 818 m → Gebrannter Stein (896,6 m)
  - + 2,2 km WSW ↓ 739 m → Ruppberg (866 m)
  - + 1,5 km NW ↓ 731,6 m → Steinhauk (786,3 m)
  - + 2,7 km NW ↓ ca. 727 m → Großer Hermannsberg (867,4 m)

Südlich liegt der Spitze Berg (881,5 m) nur knapp 3 km entfernt, jedoch deutlich durch das zwischen beiden Bergen auf etwa 627 m (Siedlung Lübenbach) sinkende Tal der Lichtenau (der Oberlauf heißt hier ebenfalls Lübenbach) separiert, während nach Südosten die Landschaft jenseits der 825,2 m hohen Scharte an der Kreuzung zwischen Rennsteig und ehemaliger B 247 allmählich zu Pfanntalskopf (1,7 km, 867,8 m) und Brandleite (2,2 km, 878,9 m) bis schließlich zum Großen Beerberg (5,4 km, 982,9 m) ansteigt.